# WDF 코리아 오픈
WDF 코리아 오픈(WDF Korean Open)은 대한민국에서 개체되는 다트 대회이다. 2007년에 창설되었다.